# .pm
.pm é o código TLD (ccTLD) na Internet para a Saint-Pierre e Miquelon. Esse domínio de topo é gerenciado pela AFNIC[carece de fontes?] (a mesma que faz os registros na frança), mas os registros nesse código estão suspensos.[carece de fontes?]